# Richarville
Richarville (prononcé [ʁiʃaʁvil] ) est une commune française située à cinquante kilomètres au sud-ouest de Paris dans le département de l'Essonne en région Île-de-France.
Ses habitants sont appelés les Richarvillois.

## Géographie

### Situation

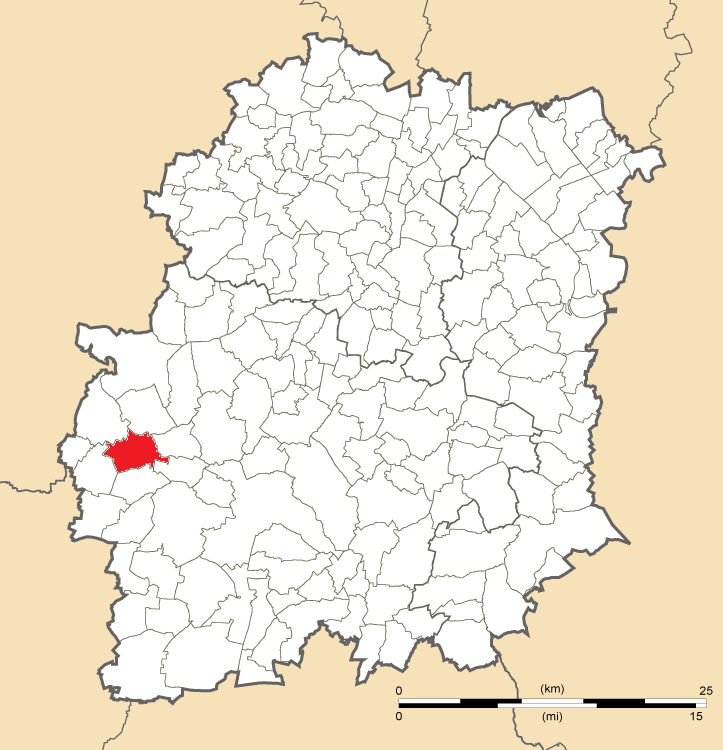
Position de Richarville en Essonne.

Richarville est située à cinquante kilomètres au sud-ouest de Paris-Notre-Dame, point zéro des routes de France, trente-sept kilomètres au sud-ouest d'Évry, treize kilomètres au nord-ouest d'Étampes, six kilomètres au sud de Dourdan, vingt-trois kilomètres au sud-ouest d'Arpajon, vingt-six kilomètres à l'ouest de La Ferté-Alais, vingt-huit kilomètres au sud-ouest de Montlhéry, trente-deux kilomètres au sud-ouest de Palaiseau, trente-cinq kilomètres au nord-ouest de Milly-la-Forêt, trente-huit kilomètres au sud-ouest de Corbeil-Essonnes.

### Climat
Pour des articles plus généraux, voir Climat de l'Île-de-France et Climat de l'Essonne.
En 2010, le climat de la commune est de type climat océanique dégradé des plaines du Centre et du Nord, selon une étude du CNRS s'appuyant sur une série de données couvrant la période 1971-2000. En 2020, Météo-France publie une typologie des climats de la France métropolitaine dans laquelle la commune est exposée à un climat océanique altéré et est dans la région climatique Sud-ouest du bassin Parisien, caractérisée par une faible pluviométrie, notamment au printemps (120 à 150 mm) et un hiver froid (3,5 °C). 
Pour la période 1971-2000, la température annuelle moyenne est de 10,6 °C, avec une amplitude thermique annuelle de 15 °C. Le cumul annuel moyen de précipitations est de 650 mm, avec 10,9 jours de précipitations en janvier et 7,7 jours en juillet. Pour la période 1991-2020, la température moyenne annuelle observée sur la station météorologique la plus proche, située sur la commune de Dourdan à 6 km à vol d'oiseau, est de 11,4 °C et le cumul annuel moyen de précipitations est de 654,2 mm,. Pour l'avenir, les paramètres climatiques de la commune estimés pour 2050 selon différents scénarios d'émission de gaz à effet de serre sont consultables sur un site dédié publié par Météo-France en novembre 2022.

## Urbanisme

### Typologie
Au 1er janvier 2024, Richarville est catégorisée commune rurale à habitat dispersé, selon la nouvelle grille communale de densité à sept niveaux définie par l'Insee en 2022.
Elle est située hors unité urbaine. Par ailleurs la commune fait partie de l'aire d'attraction de Paris, dont elle est une commune de la couronne,. Cette aire regroupe 1 929 communes,.

## Toponymie
L'origine du nom du lieu est peu connue. La commune est créée en 1790 avec son nom actuel.

## Politique et administration

### Politique locale
Richarville est rattachée au canton de Dourdan et à la troisième circonscription de l'Essonne.

### Tendances politiques et résultats
Élections présidentielles
Résultats des deuxièmes tours : 
- Élection présidentielle de 2002 : 78,80 % pour Jacques Chirac (RPR), 21,20 % pour Jean-Marie Le Pen (FN), 84,35 % de participation[14].
- Élection présidentielle de 2007 : 64,46 % pour Nicolas Sarkozy (UMP), 35,54 % pour Ségolène Royal (PS), 93,35 % de participation[15].
- Élection présidentielle de 2012 : 61,94 % pour Nicolas Sarkozy (UMP), 38,06 % pour François Hollande (PS), 89,13 % de participation[16].

Élections législatives
Résultats des deuxièmes tours :
- Élections législatives de 2002 : 62,61 % pour Geneviève Colot (UMP), 37,39 % pour Yves Tavernier (PS), 76,28 % de participation[17].
- Élections législatives de 2007 : 62,76 % pour Geneviève Colot (UMP), 37,24 % pour Brigitte Zins (PS), 74,92 % de participation[18].
- Élections législatives de 2012 : 57,35 % pour Geneviève Colot (UMP), 42,65 % pour Michel Pouzol (PS), 68,32 % de participation[19].

Élections européennes
Résultats des deux meilleurs scores :
- Élections européennes de 2004 : 15,59 % pour Paul-Marie Couteaux (MPF) et Harlem Désir (PS), 15,05 % pour Marielle de Sarnez (UDF), 58,01 % de participation[20].
- Élections européennes de 2009 : 19,51 % pour Michel Barnier (UMP), 15,61 % pour Daniel Cohn-Bendit (Europe Écologie), 61,22 % de participation[21].

Élections régionales
Résultats des deux meilleurs scores :
- Élections régionales de 2004 : 49,21 % pour Jean-François Copé (UMP), 38,19 % pour Jean-Paul Huchon (PS), 80,31 % de participation[22].
- Élections régionales de 2010 : 52,82 % pour Valérie Pécresse (UMP), 47,18 % pour Jean-Paul Huchon (PS), 65,52 % de participation[23].

Élections cantonales et départementales
Résultats des deuxièmes tours :
- Élections cantonales de 2004 : 62,60 % pour Dominique Écharoux (UMP), 37,40 % pour Brigitte Zins (PS), 80,31 % de participation[24].
- Élections cantonales de 2011 : 63,89 % pour Dominique Écharoux (UMP), 36,11 % pour Maryvonne Boquet (PS), 60,25 % de participation[25].

Élections municipales
Résultats des deuxièmes tours :
- Élections municipales de 2001 : données manquantes.
- Élections municipales de 2008 : 130 voix pour Régis Saint-Val (?), 76,63 % de participation[26].

Référendums
- Référendum de 2000 relatif au quinquennat présidentiel : 65,08 % pour le Oui, 34,92 % pour le Non, 47,27 % de participation[27].
- Référendum de 2005 relatif au traité établissant une Constitution pour l'Europe : 54,58 % pour le Non, 45,42 % pour le Oui, 86,83 % de participation[28].

### Liste des maires
| Période                                  | Période                         | Identité                 | Étiquette | Qualité                                                                                       |
| ---------------------------------------- | ------------------------------- | ------------------------ | --------- | --------------------------------------------------------------------------------------------- |
| Les données manquantes sont à compléter. |                                 |                          |           |                                                                                               |
| 1792                                     | 1800                            | Corneille Savouré        |           |                                                                                               |
| 1800                                     | 1814                            | Charles Savouré          |           |                                                                                               |
| 1814                                     | 1819                            | Boutroue                 |           |                                                                                               |
| 1819                                     | 1829                            | Boivin                   |           |                                                                                               |
| 1829                                     | 1834                            | Rabourdin                |           |                                                                                               |
| 1834                                     | 1839                            | Edmée Marcille           |           |                                                                                               |
| 1839                                     | 1842                            | Charles Savouré          |           |                                                                                               |
| 1842                                     | 1852                            | Renard                   |           |                                                                                               |
| 1852                                     | 1878                            | François-désiré Boutroue |           |                                                                                               |
| 1878                                     | 1884                            | François Boutroue        |           |                                                                                               |
| 1884                                     | 1886                            | Ansathase Roulleau       |           |                                                                                               |
| 1886                                     | 1900                            | Ernest Simon             |           |                                                                                               |
| 1900                                     | 1912                            | Gustave Canaux           |           |                                                                                               |
| 1912                                     | 1919                            | Sébastien Desprez        |           |                                                                                               |
| 1919                                     | 1925                            | Paul Lefebvre            |           |                                                                                               |
| 1925                                     | 1945                            | Henri Desprez            |           |                                                                                               |
| 1945                                     | 1955                            | Paulin Savouré           |           |                                                                                               |
| 1955                                     | 1957                            | Alexandre Roussin        |           |                                                                                               |
| 1957                                     | 1959                            | Élise Gouillon           |           |                                                                                               |
| 1959                                     | 1989                            | Léonce Desprez           | DVD       |                                                                                               |
| 1989                                     | 2014                            | Marie-Thérèse Leroux     | DVD       |                                                                                               |
| 2014                                     | En cours (au 15 septembre 2020) | Carine Houdouin          | DVD       | Vice-présidente de la CC Le Dourdannais en Hurepoix (2020 → ) Réélue pour le mandat 2020-2026 |

### Distinctions et labels
La commune a été récompensée en 2009 par deux fleurs au concours des villes et villages fleuris puis rétrogradée en 2011 à une fleur.

### Jumelages
La commune de Richarville n'a développé aucune association de jumelage[Quand ?].

## Population et société

### Démographie

#### Évolution démographique
L'évolution du nombre d'habitants est connue à travers les recensements de la population effectués dans la commune depuis 1793. Pour les communes de moins de 10 000 habitants, une enquête de recensement portant sur toute la population est réalisée tous les cinq ans, les populations de référence des années intermédiaires étant quant à elles estimées par interpolation ou extrapolation. Pour la commune, le premier recensement exhaustif entrant dans le cadre du nouveau dispositif a été réalisé en 2005.

En 2022, la commune comptait 388 habitants, en évolution de −2,76 % par rapport à 2016 (Essonne : +2,89 %, France hors Mayotte : +2,11 %).
| 1793 | 1800 | 1806 | 1821 | 1831 | 1836 | 1841 | 1846 | 1851 |
| ---- | ---- | ---- | ---- | ---- | ---- | ---- | ---- | ---- |
| 341  | 378  | 368  | 368  | 380  | 340  | 329  | 321  | 316  |

| 1856 | 1861 | 1866 | 1872 | 1876 | 1881 | 1886 | 1891 | 1896 |
| ---- | ---- | ---- | ---- | ---- | ---- | ---- | ---- | ---- |
| 291  | 282  | 264  | 254  | 271  | 273  | 278  | 284  | 255  |

| 1901 | 1906 | 1911 | 1921 | 1926 | 1931 | 1936 | 1946 | 1954 |
| ---- | ---- | ---- | ---- | ---- | ---- | ---- | ---- | ---- |
| 251  | 258  | 262  | 222  | 225  | 237  | 250  | 208  | 194  |

| 1962 | 1968 | 1975 | 1982 | 1990 | 1999 | 2005 | 2006 | 2010 |
| ---- | ---- | ---- | ---- | ---- | ---- | ---- | ---- | ---- |
| 186  | 163  | 235  | 283  | 370  | 400  | 432  | 432  | 408  |

| 2015 | 2020 | 2022 | - | - | - | - | - | - |
| ---- | ---- | ---- | - | - | - | - | - | - |
| 401  | 391  | 388  | - | - | - | - | - | - |

#### Pyramide des âges
En 2018, le taux de personnes d'un âge inférieur à 30 ans s'élève à 29,9 %, soit en dessous de la moyenne départementale (39,9 %). À l'inverse, le taux de personnes d'âge supérieur à 60 ans est de 32,5 % la même année, alors qu'il est de 20,1 % au niveau départemental.
En 2018, la commune comptait 199 hommes pour 196 femmes, soit un taux de 50,38 % d'hommes, légèrement supérieur au taux départemental (48,98 %).
Les pyramides des âges de la commune et du département s'établissent comme suit.
| Hommes | Classe d’âge | Femmes |
| ------ | ------------ | ------ |
| 0,0    | 90 ou +      | 1,0    |
| 7,1    | 75-89 ans    | 6,7    |
| 26,4   | 60-74 ans    | 23,7   |
| 20,8   | 45-59 ans    | 22,7   |
| 14,7   | 30-44 ans    | 17,0   |
| 11,2   | 15-29 ans    | 11,9   |
| 19,8   | 0-14 ans     | 17,0   |

| Hommes | Classe d’âge | Femmes |
| ------ | ------------ | ------ |
| 0,5    | 90 ou +      | 1,4    |
| 5,4    | 75-89 ans    | 7,2    |
| 12,9   | 60-74 ans    | 13,9   |
| 20     | 45-59 ans    | 19,4   |
| 19,9   | 30-44 ans    | 20,1   |
| 20     | 15-29 ans    | 18,2   |
| 21,3   | 0-14 ans     | 19,8   |

### Enseignement
Les élèves de Richarville sont rattachés à l'académie de Versailles.
En regroupement pédagogique intercommunal avec La-Forêt-le-Roi, Boutervilliers et Boissy-le-Sec, la commune accueille en 2010  les élèves de CE2 et de CM1 du regroupement.

### Lieux de culte
La paroisse catholique de Richarville est rattachée au secteur pastoral de Dourdan et au diocèse d'Évry-Corbeil-Essonnes. Elle dispose de l'église Saint-Lubin.

### Médias
L'hebdomadaire Le Républicain relate les informations locales. La commune est en outre dans le bassin d'émission des chaînes de télévision France 3 Paris Île-de-France Centre, IDF1 et Téléssonne intégré à Télif.

## Économie

### Emplois, revenus et niveau de vie
En 2006, le revenu fiscal médian par ménage était de 23 846 €, ce qui plaçait la commune au 661e rang parmi les 30 687 communes de plus de cinquante ménages que compte le pays et au 61e rang départemental.
| Répartition des emplois par catégories socioprofessionnelles en 2006. |              |                                           |                                                   |                            |                          |                           |
|                                                                       | Agriculteurs | Artisans, commerçants, chefs d’entreprise | Cadres et professions intellectuelles supérieures | Professions intermédiaires | Employés                 | Ouvriers                  |
| Richarville                                                           | -            | -                                         | -                                                 | -                          | -                        | -                         |
| Zone d'emploi de Dourdan                                              | 0,7 %        | 6,0 %                                     | 18,9 %                                            | 28,5 %                     | 26,3 %                   | 19,6 %                    |
| Moyenne nationale                                                     | 2,2 %        | 6,0 %                                     | 15,4 %                                            | 24,6 %                     | 28,7 %                   | 23,2 %                    |
| Répartition des emplois par secteurs d’activités en 2006.             |              |                                           |                                                   |                            |                          |                           |
|                                                                       | Agriculture  | Industrie                                 | Construction                                      | Commerce                   | Services aux entreprises | Services aux particuliers |
| Richarville                                                           | -            | -                                         | -                                                 | -                          | -                        | -                         |
| Zone d'emploi de Dourdan                                              | 1,7 %        | 10,4 %                                    | 7,5 %                                             | 11,8 %                     | 21,6 %                   | 6,9 %                     |
| Moyenne nationale                                                     | 3,5 %        | 15,2 %                                    | 6,4 %                                             | 13,3 %                     | 13,3 %                   | 7,6 %                     |
| Sources : Insee,                                                      |              |                                           |                                                   |                            |                          |                           |

## Culture locale et patrimoine

### Lieux et monuments
- Les bois au nord du village et à l'est du territoire ont été recensés au titre des espaces naturels sensibles par le conseil départemental de l'Essonne[43].
- l'église Saint-Lubin[44].

### Personnalités liées à la commune
- William Marshall (1917-1994), réalisateur et acteur, y est enterré.

### Héraldique
| Blason de Richarville | Blason  | Gironné d'argent et de gueules au lion d'or lampassé aussi de gueules brochant sur le tout, à la bordure de sinople chargée de sept quintefeuilles aussi d'or et d'un besant aussi d'argent en pointe. |
| Blason de Richarville | Détails | |